# Christian Bindhammer
Christian Bindhammer (13. března 1976 Landshut) je bývalý německý reprezentant ve sportovním lezení. Vítěz Rock Masteru, mistr Německa, vítěz Německých pohárů a juniorský vicemistr světa v lezení na obtížnost.
Mezinárodních závodů se účastnil také jeho starší bratr Andreas Bindhammer, mistr Německa.

## Výkony a ocenění
- 1995: juniorský vicemistr světa v kategorii juniorů v lezení na obtížnost
- 2001: nominace na prestižní mezinárodní závody Rock Master v italském Arcu, kde se umístil na prvním děleném místě v lezení na obtížnost
- 1996-2007: devítinásobný vítěz Německého poháru v lezení na obtížnost
- 2001-2007: čtyřnásobný mistr Německa v lezení na obtížnost

### Závodní výsledky
| Arco Rock Master | Arco Rock Master |
| Rok              | 2001             |
| ---------------- | ---------------- |
| Obtížnost        | 1-3              |

| Mistrovství světa | Mistrovství světa | Mistrovství světa | Mistrovství světa | Mistrovství světa | Mistrovství světa | Mistrovství světa | Mistrovství světa |
| Rok               | 1997              | 1999              | 2001              | 2003              | 2005              | 2007              | 2009              |
| ----------------- | ----------------- | ----------------- | ----------------- | ----------------- | ----------------- | ----------------- | ----------------- |
| Obtížnost         | 28                | 7                 | 7                 | 4                 | 17                | 18                | 37                |
| Bouldering        | —                 | —                 | —                 | —                 | —                 | —                 | 55-56             |

| Světový pohár | Světový pohár | Světový pohár | Světový pohár | Světový pohár | Světový pohár    | Světový pohár | Světový pohár    | Světový pohár | Světový pohár | Světový pohár    | Světový pohár | Světový pohár | Světový pohár |
| Rok           | 1995          | 1996          | 1997          | 1998          | 1999             | 2000          | 2001             | 2002          | 2003          | 2004             | 2005          | 2006          | 2007          |
| ------------- | ------------- | ------------- | ------------- | ------------- | ---------------- | ------------- | ---------------- | ------------- | ------------- | ---------------- | ------------- | ------------- | ------------- |
| Obtížnost     | 39            | 10            | 20            | 11            | 11               | 11            | 9                | x             | 14            | 11               | 12            | 12            | 45            |
| jednotlivě*   |               |               |               |               | Stříbrná medaile |               | Stříbrná medaile |               |               | Stříbrná medaile |               |               |               |

* Pozn.: nalevo jsou poslední závody v roce

| Mistrovství Evropy | Mistrovství Evropy | Mistrovství Evropy | Mistrovství Evropy | Mistrovství Evropy |
| Rok                | 1996               | 1998               | 2000               | 2002               |
| ------------------ | ------------------ | ------------------ | ------------------ | ------------------ |
| Obtížnost          | 24                 | 3                  | 17-19              | 8                  |

| Mistrovství Německa | Mistrovství Německa | Mistrovství Německa | Mistrovství Německa | Mistrovství Německa | Mistrovství Německa | Mistrovství Německa | Mistrovství Německa | Mistrovství Německa | Mistrovství Německa | Mistrovství Německa |
| Rok                 | 1999                | 2001                | 2002                | 2003                | 2004                | 2005                | 2006                | 2007                | 2009                | 2010                |
| ------------------- | ------------------- | ------------------- | ------------------- | ------------------- | ------------------- | ------------------- | ------------------- | ------------------- | ------------------- | ------------------- |
| Obtížnost           |                     | 1                   | 1                   | 1                   | 4                   | 11                  | 3                   | 1                   | 4                   | 8                   |
| Bouldering          | 4                   |                     |                     |                     |                     |                     |                     |                     |                     |                     |

| Německý pohár | Německý pohár | Německý pohár | Německý pohár | Německý pohár | Německý pohár | Německý pohár | Německý pohár | Německý pohár | Německý pohár |
| Rok           | 1996          | 1997          | 1998          | 1999          | 2000          | 2001          | 2005          | 2006          | 2007          |
| ------------- | ------------- | ------------- | ------------- | ------------- | ------------- | ------------- | ------------- | ------------- | ------------- |
| Obtížnost     | 1             | 1             | 1             | 1             | 1             | 1             | 1             | 1             | 1             |
| jednotlivě*   |               |               |               |               |               |               |               |               |               |

* Pozn.: nalevo jsou poslední závody v roce

| Mistrovství světa juniorů | Mistrovství světa juniorů | Mistrovství světa juniorů |
| Rok                       | 1994 junioři              | 1995 junioři              |
| ------------------------- | ------------------------- | ------------------------- |
| Obtížnost                 | 5                         | 2                         |